# Estat Català
Estat Català ('Staat Catalonië') is een Catalaanse nationalistische partij. De partij werd opgericht aan het begin van de twintigste eeuw. In 1930 ging de Estat Català op in de Esquerra ('Links'), de links-nationalistische Catalaanse partij, die in april 1931 de gemeenteraadsverkiezingen in Catalonië won. Na het uitroepen van de republiek (14 april 1931) kwam de Esquerra aan de macht.
Josep Dencàs, een lid van de Esquerra, richtte de Estat Català in 1936 opnieuw op onder de naam: Partit Nacionalista Català i Elements d'Estat Català. De partij voerde onder Dencas een op Italië gerichte fascistische koers. Tijdens de Spaanse Burgeroorlog trachtte de Estat Català Catalonië met Italiaanse steun los te weken van Spanje en een onafhankelijke staat op te richten. Tijdens de burgeroorlog werd de Estat gesteund door Catalaanse zakenlieden die zich keerden tegen de anarchisten van de FAI en CNT, die probeerden de bedrijven onder arbeiderscontrole te plaatsen.
Nadat generaal Franco in 1939 de oorlog had gewonnen, werd Estat Català, net als alle andere politieke partijen (met uitzondering van de eenheidspartij Falange), verboden. Na het Franco-tijdperk herleefde de Estat Català, nu als een democratische partij.